# Ergal
Ergal è il nome commerciale di una lega di Alluminio della serie 7000 (principalmente il 7075) che si contraddistingue per un'ottima resistenza meccanica (la migliore fra tutte le leghe di alluminio convenzionali) ma maggiore suscettibilità agli agenti corrosivi, a causa della presenza dello zinco.
Questa debolezza può essere corretta tramite l'aggiunta di piccole dosi di argento o zirconio.
Un tipo di ergal, detto "titanal" (al contrario di quello che potrebbe suggerire il nome, non è né titanio né una lega di alluminio che lo contenga), caratterizzato dalla presenza di zirconio e cromo (in percentuali dell'ordine dello 0,1%) raggiunge resistenza allo snervamento di circa 700 MPa (per contro, il titanio puro raggiunge appena i 500 MPa).
L'ergal è disponibile in una gamma completa di viteria e il suo utilizzo è ampiamente diffuso nel settore aeronautico, nel settore motociclistico agonistico o amatoriale; oppure è utilizzato per pezzi di artiglieria che montano spolette contenenti materiale biologico ma anche in campo modellistico; inoltre è anche utilizzato per la costruzione di boma per il windsurf.

## Serie 7000
Il principale elemento alligante è lo zinco, l'elemento che ha la solubilità più elevata nell'alluminio, e con esso forma un eutettico ad una concentrazione del 95% in peso di Zn alla temperatura di 382 °C: così, per quasi tutte le composizioni, si ha solidificazione di una soluzione solida primaria; al calare della temperatura il suo campo di stabilità crolla e si ha precipitazione di zinco. Generalmente le leghe binarie Al-Zn non vengono usate, ma vengono preferite leghe Al-Zn-Mg. Si tratta di leghe da trattamento termico; queste leghe sviluppano le caratteristiche meccaniche più elevate tra le leghe d'alluminio; lo zinco aumenta la resistenza e la durezza, oltre a favorire l'autotemprabilità della lega. Le leghe Al-Zn-Mg, trattate termicamente, hanno la più elevata resistenza a trazione di tutte le leghe di alluminio.
Le leghe con le caratteristiche meccaniche più elevate possono presentare sensibilità a tensocorrosione; per questo motivo sono stati sviluppati trattamenti "stabilizzanti" specifici.
Presentano buona lavorabilità alle macchine utensili e, nella maggior parte dei casi, scarsa saldabilità, per fusione (ad esclusione della lega 7020 molto utilizzata ad esempio nella costruzione per saldatura di telai per bici). Vengono utilizzate per strutture aeronautiche e di mezzi di trasporto, ed in generale per parti molto sollecitate.
| Lega | Cu      | Mg      | Zn      |
| 7020 |         | 1,0-1,4 | 4,0-5,0 |
| 7049 | 1,2-1,9 | 2,1-3,1 | 7,2-8,4 |
| 7050 | 2,0-2,6 | 2,1-3,1 | 5,7-6,7 |
| 7075 | 1,2-2,0 | 2,1-2,9 | 5,1-6,1 |